# Perisphaeria virescens
Perisphaeria virescens är en kackerlacksart som först beskrevs av Brunner von Wattenwyl 1865.  Perisphaeria virescens ingår i släktet Perisphaeria och familjen jättekackerlackor. Inga underarter finns listade i Catalogue of Life.